# Ț

Literele T și S cu virguliță (sus) și cu sedilă (jos).

Ț este a douăzeci și cincea literă din alfabetul limbii române. Ea notează o consoană africată alveolară surdă (uneori numită dentală în loc de alveolară) cu simbolul fonetic [t͡s]. Alături de litera Ș, ea a fost introdusă în grafica limbii române de către Petru Maior, în lucrarea Orthographia romana sive latino-valachica una cum clavi, în 1819.

## Aspect
Din punct de vedere grafic, forma corectă este cea a unei litere T cu un semn diacritic în formă de virgulă dedesubt: Ț, ț, care se folosește în alfabetul român și alfabetul livon. (Pentru detalii despre acest semn diacritic vezi articolul Ș.) Totuși, multe sisteme de operare pe calculator nu pot afișa corect această literă și, de aceea, ea se înlocuiește adesea cu litera T cu sedilă (Ţ, ţ). Pentru a ameliora problema, unele fonturi au la poziția literei „T cu sedilă” caracterul T cu virgulă.
Litera Ţ (cu sedilă) se folosește în alfabetul găgăuz și este preluată după litera Ț (cu virgulă) din alfabetul român. A existat, în 1868, o propunere a francezului Ambroise Firmin-Didot de a folosi acest caracter în limba franceză în locul literei T acolo unde aceasta se citește [s], ca de exemplu în cuvintele nation (națiune) și diplomatie (diplomație).
Litera „Ţ”, cu sedilă în loc de virgulă, a început să fie folosită în textele scrise la calculator pentru că, la primele „diacritice” pentru limba română de la Microsoft, s-a asociat litera „Ț” (T cu virgulă jos) semnului grafic T cu sedilă jos (la fel și pentru Ș). Aceasta este una dintre diferențele între tastatura Română/Tradițional(Legacy) (cu sedilă) și Română/Standard (cu virgulă). Termenul „tradițional” (legacy) se referă la această asociere considerată „tradițională” în raport cu cea standard, nu la o vreo formă tradițională a literelor.
Unicode:

Ț: U+021a 

ț: U+021b

## Sunetul ț
Istoric, în limba română sunetul Ț  are mai multe proveniențe. El e moștenit din latină sau în cuvinte împrumutate.

### Sunetul ț moștenit din latina populară
în  sec. II-IV  în latina vorbită grupul -CI- devine -ȚI- :   față din facies, ață din *acia, mațe din *mattia, mâță din *micia
Putem data această transformare, fiindcă ea există și în franceza veche și în dialectele italiene din nord. (fazza, dar tosc. faccia)

### Sunetul Ț în română venit din palatalizarea lui T în silabe deschise
Fenomenul apare la foarte scurt timp după separarea limbii române, probabil în sec. V-VI  ; Se palatalizează în silabele deschise (cele care se termină în vocală) și rămâne T nepalatalizat în silabele închise (cele care se termină în consoană)  : țară din terra,  țin, din te-neo, țes din te-xo, a ațăța din atti-tio ; dar tâmplă, din tem-pora,   tiner din te-ner.

## Legături externe
- ș-uri și ț-uri, 10 februarie 2003, secarica.ro